# Kandelia candel
Kandelia candel е вид растение от семейство Rhizophoraceae.

## Разпространение
Видът е разпространен в Бангладеш, Виетнам, Индия, Индонезия, Камбоджа, Малайзия, Мианмар, Сингапур, Тайланд и Филипини.